# Большой Чердак
 Большой Чердак  — село Наровчатского района Пензенской области. Входит в состав Вьюнского сельсовета.

## География
Находится в северо-западной части Пензенской области на расстоянии приблизительно 5 км на запад-юго-запад от районного центра села Наровчат на левом берегу Шелдаиса.

## История
Основано в 1675—1680 годах солдатами выборного полка из Нижнего Ломова и Наровчата. Названо по местной речке. В 1710 году Покровская церковь, двор попа и 19 дворов солдатских. В 1719 году — село солдат и однодворцев Нижнеломовского уезда, около 20 ревизских душ. В 1795 году 46 дворов однодворцев, Покровская церковь. В 1877 году — 73 двора, церковь. В 1896 году 93 двора, Покровская церковь (вновь построенная в 1857 году), церковноприходская школа. В 1930 году — 142 хозяйства. В 1955 году — колхоз «Красный Октябрь». В 2004 году-54 хозяйства.

## Население
Численность населения: 110 человек (1710 год), 356 (1795), 376 (1864), 475 (1877), 514 (1896), 686 (1926), 375 (1937), 305 (1959), 232 (1979), 157 (1989), 140 (1996). Население составляло 127 человек (русские 95 %) в 2002 году, 102 в 2010.